# 特攻聯盟獲獎與提名列表
《特攻聯盟》是一部於2010年上映的英國、美國合拍的超級英雄電影，由馬修·范恩執導，范恩與珍·古德曼編劇，劇情改編自馬克·米勒與小約翰·羅密塔創作的同名漫畫。該片由亞倫·強森、克蘿伊·摩蕾茲、馬克·史壯、克里斯多福·敏茲-普雷斯與尼可拉斯·凱吉等人領銜主演，劇情圍繞著主角屌爆俠（強森飾演）展開。
《特攻聯盟》於2010年3月12日在第17屆西南偏南電影節上首映，並分別於3月26日及4月16日開始在英國和美國院線上映，全球票房約9,620萬美元。影評匯總網站爛蕃茄收集的247篇影評中，有75%給予該片好評，而另一網站Metacritic則根據38篇影評，給出了66分的評價。
本列表列出18個獎或影展給予本片的53個獎項提名。《特攻聯盟》入圍3項女性電影記者聯盟獎、5項青少年票選獎、1項歐洲電影獎、3項英國獨立電影獎、17項尖叫獎（贏得2項）、1項全美民選獎、1項英國喜劇獎、1項青年藝術家獎、6項帝國獎（贏得1項）、3項MTV影視大獎（贏得2項）及1項土星獎等。

## 榮譽
註：按照頒獎時間順序排列。
| 獎名                 | 頒獎日期       | 獎項                                               | 入圍者                                | 結果   | 來源          |
| -------------------- | -------------- | -------------------------------------------------- | ------------------------------------- | ------ | ------------- |
| 女性電影記者聯盟獎   | 2010年         | 最佳動作片女演員                                   | 克蘿伊·摩蕾茲                         | 提名   | [ 10 ] [ 11 ] |
| 女性電影記者聯盟獎   | 2010年         | 最佳突破演出                                       | 克蘿伊·摩蕾茲                         | 提名   | [ 10 ] [ 11 ] |
| 女性電影記者聯盟獎   | 2010年         | 最佳新人                                           | 克蘿伊·摩蕾茲                         | 提名   | [ 10 ] [ 11 ] |
| 青少年票選獎         | 2010年8月8日   | 電影選擇獎：動作片男演員                           | 尼可拉斯·凱吉                         | 提名   | [ 12 ]        |
| 青少年票選獎         | 2010年8月8日   | 電影選擇獎：反派                                   | 克里斯多福·敏茲-普雷斯                | 提名   | [ 12 ]        |
| 青少年票選獎         | 2010年8月8日   | 電影選擇獎：動作片                                 | 《特攻聯盟》                          | 提名   | [ 12 ]        |
| 青少年票選獎         | 2010年8月8日   | 電影選擇獎：表現突出男演員                         | 亞倫·強森                             | 提名   | [ 12 ]        |
| 青少年票選獎         | 2010年8月8日   | 電影選擇獎：表現突出女演員                         | 克蘿伊·摩蕾茲                         | 提名   | [ 12 ]        |
| 奧提歐斯獎           | 2010年11月1日  | 最佳選角（劇情長片或喜劇）                         | 莎拉·芬恩（Sarah Finn）與露珊達·賽森（Lucinda Syson）        | 提名   | [ 13 ]        |
| 歐洲電影獎           | 2010年12月4日  | 觀眾票選最佳歐洲電影                               | 《特攻聯盟》                          | 提名   | [ 14 ] [ 15 ] |
| 英國獨立電影獎       | 2010年12月5日  | 最佳獨立英國電影                                   | 《特攻聯盟》                          | 提名   | [ 16 ]        |
| 英國獨立電影獎       | 2010年12月5日  | 最佳導演                                           | 馬修·范恩                             | 提名   | [ 16 ]        |
| 英國獨立電影獎       | 2010年12月5日  | 最佳劇本                                           | 馬修·范恩與珍·古德曼                  | 提名   | [ 16 ]        |
| 尖叫獎               | 2010年10月16日 | 最佳尖叫獎                                         | 《特攻聯盟》                          | 提名   | [ 17 ] [ 18 ] |
| 尖叫獎               | 2010年10月16日 | 最佳漫畫電影                                       | 《特攻聯盟》                          | 獲獎   | [ 17 ] [ 18 ] |
| 尖叫獎               | 2010年10月16日 | 最佳奇幻電影                                       | 《特攻聯盟》                          | 提名   | [ 17 ] [ 18 ] |
| 尖叫獎               | 2010年10月16日 | 最佳劇本                                           | 馬修·范恩與珍·古德曼                  | 提名   | [ 17 ] [ 18 ] |
| 尖叫獎               | 2010年10月16日 | 最佳群戲                                           | 《特攻聯盟》                          | 提名   | [ 17 ] [ 18 ] |
| 尖叫獎               | 2010年10月16日 | 最佳超級英雄                                       | 尼可拉斯·凱吉                         | 提名   | [ 17 ] [ 18 ] |
| 尖叫獎               | 2010年10月16日 | 最佳超級英雄                                       | 亞倫·強森                             | 提名   | [ 17 ] [ 18 ] |
| 尖叫獎               | 2010年10月16日 | 最佳超級英雄                                       | 克蘿伊·摩蕾茲                         | 提名   | [ 17 ] [ 18 ] |
| 尖叫獎               | 2010年10月16日 | 最佳表現突出男演員                                 | 亞倫·強森                             | 提名   | [ 17 ] [ 18 ] |
| 尖叫獎               | 2010年10月16日 | 最佳表現突出女演員                                 | 克蘿伊·摩蕾茲                         | 獲獎   | [ 17 ] [ 18 ] |
| 尖叫獎               | 2010年10月16日 | 最佳表現突出女演員                                 | 琳德茜·馮塞卡                         | 提名   | [ 17 ] [ 18 ] |
| 尖叫獎               | 2010年10月16日 | 最佳男配角                                         | 克里斯多福·敏茲-普雷斯                | 提名   | [ 17 ] [ 18 ] |
| 尖叫獎               | 2010年10月16日 | 最佳奇幻片男演員                                   | 尼可拉斯·凱吉                         | 提名   | [ 17 ] [ 18 ] |
| 尖叫獎               | 2010年10月16日 | 最佳奇幻片男演員                                   | 亞倫·強森                             | 提名   | [ 17 ] [ 18 ] |
| 尖叫獎               | 2010年10月16日 | 最佳奇幻片女演員                                   | 克蘿伊·摩蕾茲                         | 提名   | [ 17 ] [ 18 ] |
| 尖叫獎               | 2010年10月16日 | 年度最佳打鬥場面                                   | 超殺女V.S.毒販們                      | 提名   | [ 17 ] [ 18 ] |
| 尖叫獎               | 2010年10月16日 | 年度最扯橋段                                       | 戴蒙·麥奎迪（Damon Macready）朝他年幼的女兒明蒂（Mindy）開槍   | 提名   | [ 17 ] [ 18 ] |
| 底特律影評人協會獎   | 2010年12月17日 | 最佳突破演出                                       | 克蘿伊·摩蕾茲                         | 提名   | [ 19 ]        |
| 休斯頓影評人協會獎   | 2010年12月18日 | 最佳電影                                           | 《特攻聯盟》                          | 提名   | [ 20 ] [ 21 ] |
| 聖路易斯影評人協會獎 | 2010年12月20日 | 最佳傳媒推進                                       | 《特攻聯盟》                          | 提名   | [ 22 ] [ 23 ] |
| 聖路易斯影評人協會獎 | 2010年12月20日 | 最佳視覺效果                                       | 《特攻聯盟》                          | 提名   | [ 22 ] [ 23 ] |
| 聖路易斯影評人協會獎 | 2010年12月20日 | 特別亮點（最佳橋段、技術或其他令人印象深刻的部分） | 克蘿伊·摩蕾茲（超殺女大開殺戒的橋段） | 亚军   | [ 22 ] [ 23 ] |
| 奧斯汀影評人協會獎   | 2010年12月22日 | 大有突破的藝術家                                   | 克蘿伊·摩蕾茲                         | 獲獎   | [ 24 ]        |
| 鄉村之聲電影投票獎   | 2010年12月22日 | 最佳女配角                                         | 克蘿伊·摩蕾茲                         | 第10名 |               |
| 全美民選獎           | 2011年1月5日   | 最受歡迎動作電影                                   | 《特攻聯盟》                          | 提名   | [ 26 ]        |
| 英國喜劇獎           | 2011年1月22日  | 最佳英國電影演員                                   | 亞倫·強森                             | 提名   | [ 27 ]        |
| 標準晚報英國電影獎   | 2011年2月7日   | 最佳電影                                           | 《特攻聯盟》                          | 提名   | [ 28 ]        |
| 標準晚報英國電影獎   | 2011年2月7日   | 最佳劇本                                           | 馬修·范恩與珍·古德曼                  | 提名   | [ 28 ]        |
| 青年藝術家獎         | 2011年3月13日  | 最佳女童星（劇情長片）                             | 克蘿伊·摩蕾茲                         | 提名   | [ 29 ]        |
| 帝國獎               | 2011年3月27日  | 最佳電影                                           | 《特攻聯盟》                          | 提名   | [ 30 ] [ 31 ] |
| 帝國獎               | 2011年3月27日  | 最佳男主角                                         | 亞倫·強森                             | 提名   | [ 30 ] [ 31 ] |
| 帝國獎               | 2011年3月27日  | 最佳導演                                           | 馬修·范恩                             | 提名   | [ 30 ] [ 31 ] |
| 帝國獎               | 2011年3月27日  | 最佳英國電影                                       | 《特攻聯盟》                          | 獲獎   | [ 30 ] [ 31 ] |
| 帝國獎               | 2011年3月27日  | 最佳科幻/奇幻電影                                  | 《特攻聯盟》                          | 提名   | [ 30 ] [ 31 ] |
| 帝國獎               | 2011年3月27日  | 最佳新人                                           | 克蘿伊·摩蕾茲                         | 提名   | [ 30 ] [ 31 ] |
| MTV影視大獎          | 2011年6月5日   | 最佳突破演出                                       | 克蘿伊·摩蕾茲                         | 獲獎   | [ 32 ] [ 33 ] |
| MTV影視大獎          | 2011年6月5日   | 最屌演員                                           | 克蘿伊·摩蕾茲                         | 獲獎   | [ 32 ] [ 33 ] |
| MTV影視大獎          | 2011年6月5日   | 最佳打鬥                                           | 克蘿伊·摩蕾茲V.S.馬克·史壯            | 提名   | [ 32 ] [ 33 ] |
| 土星獎               | 2011年6月23日  | 最佳恐怖/驚悚電影                                  | 《特攻聯盟》                          | 提名   | [ 34 ] [ 35 ] |

## 備註
1. ↑  與《給予的二三事（英语：Please Give）》的演員蕾貝卡·霍爾並列。

## 外部連結
- 網際網路電影資料庫（IMDb）上的 （页面存档备份，存于）（英文）